# Umetnostno drsanje
Umetnostno drsanje je šport, pri katerem posamezniki, pari ali skupine z drsalkami na ledu izvajajo elemente, kot so piruete, skoki in koraki. Umetnostni drsalci tekmujejo v različnih skupinah, od začetnikov do olimpijskih drsalcev (članov), in na lokalnih, državnih ter mednarodnih tekmovanjih.
Mednarodni sodniški sistem in tekmovanja ureja Mednarodna drsalna zveza (ISU). Med večja tekmovanja v tem športu sodijo zimske olimpijske igre, svetovna in evropska prvenstva, ISU Grand Prix v umetnostnem drsanju ter Prvenstvo štirih celin.

## Panoge
- Kot posamezniki lahko tekmujejo moški in ženske. Na tekmovanjih v svojih programih izvajajo skoke, piruete, korake, lastovke in druge elemente.
- V športnih parih moški in ženska drsata skupaj ter izvajata enake elemente kot posamezniki, le da jih izvajata skupaj, poleg tega pa se v tej disciplini izvajajo tudi nekateri drugi elementi, npr. vrženi skoki, pri katerih drsalec drsalko vrže v skok, dvigi, kjer jo drži nad svojo glavo v različnih položajih, in skupinske piruete, kjer se par vrti skupaj.
- V plesnih parih gre prav tako za drsanje v paru. Ta disciplina se od športnih parov razlikuje po tem, da se v plesnih parih drsalca osredotočata na izvajanje zapletenih korakov, ki jih morata izvesti sinhrono in zelo blizu drug drugemu, ne pa na skoke in mete. Koraki in koreografija se morajo ujemati s skladbo.